# Verdrag van Neuilly

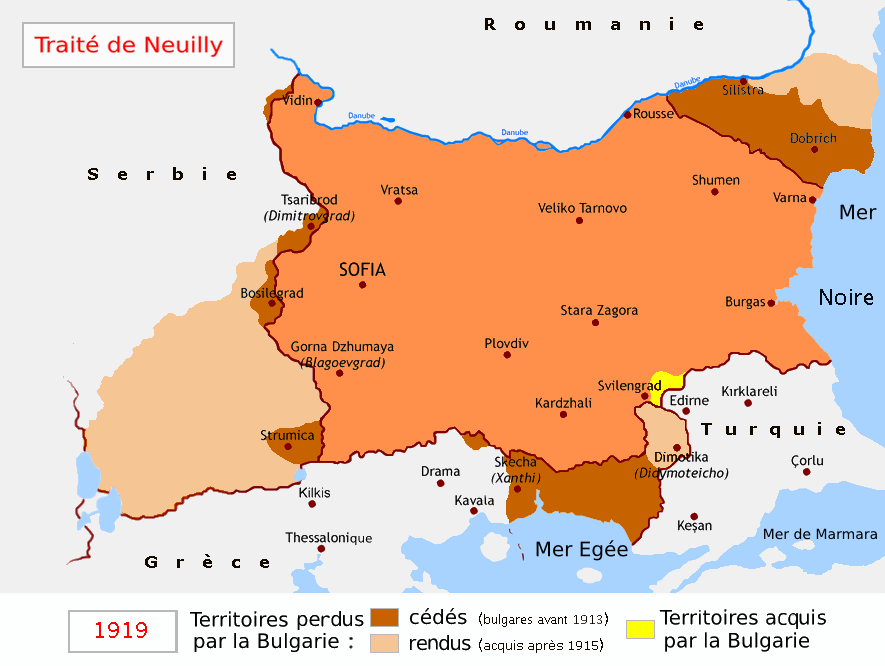
Gebieden die Bulgarije moest afstaan

Het Verdrag van Neuilly of Verdrag van Neuilly-sur-Seine was het derde van de vijf Parijse vredesverdragen die na de Eerste Wereldoorlog tot stand kwamen tussen de overwinnaars (Geallieerden) en elk van de verliezers (Centralen).
Bulgarije tekende de wapenstilstand met de Geallieerden op 28 september 1918, na binnengevallen te zijn door een overweldigende troepenmacht vanuit het Griekse Thessaloniki. Meer dan één miljoen soldaten uit Servië, Italië, Griekenland, Frankrijk en Groot-Brittannië versloegen in een gecombineerd leger Bulgarije in slechts enkele weken tijd.
Iets meer dan een jaar later werd het vredesverdrag op 27 november 1919 getekend in het stadhuis van Neuilly-sur-Seine door Bulgarije en de Geallieerden.
Het verdrag bepaalde dat Bulgarije ten gunste van drie van zijn vier buurlanden grondgebied moest afstaan:
1. Bulgaars West-Thracië kwam aan de Entente en zou later Grieks worden. Hiermee verloor Bulgarije zijn toegang tot de Egeïsche Zee en de havenstad Dedeagatsj (Alexandroupolis). Daarmee ging de laatste gebiedswinst van de Balkanoorlogen (Vrede van Boekarest (1913)) verloren.
2. In het noordoosten werd de zuidelijke Dobroedzja aan Roemenië toegewezen, waarmee de situatie van 1913 werd hersteld. Dit gebied was en is een belangrijke graanproducent en vormt bovendien het achterland van de havenstad Varna, die er zelf niet toe behoorde. Wel lagen de steden Dobritsj en Silistra in dit gebied. De zuidelijke Dobroedzja werd destijds vooral door Bulgaren en Turken bevolkt.
3. Aan het Koninkrijk der Serviërs, Kroaten en Slovenen (later: Joegoslavië) werden vier onderling niet verbonden kleinere gebieden toegewezen: Stroemitsa en omgeving in het zuidwesten, Tsaribrod (thans Dimitrovgrad) en Bosilegrad ten noorden daarvan, en een strook langs de Timok in het uiterste noordwesten. Bulgarije moest deze nieuwe staat bovendien erkennen. De betrokken gebieden behoren nu, met uitzondering van Stroemitsa, tot Servië. Stroemitsa behoort inmiddels tot Noord-Macedonië. De streek langs de Timok werd vooral door Roemenen bevolkt, de overige gebieden vanuit Bulgaars gezichtspunt door Bulgaren, waarbij moet worden aangetekend dat alle Macedoniërs daar vanuit die optiek tot behoren.

Het verdrag voorzag bovendien in Bulgaarse herstelbetalingen ter hoogte van 250 miljoen goudfrank en beperkte de omvang van het Bulgaarse leger tot 20.000 man.